# 程侃
程侃（1941年12月—），男，上海人，中国运筹学家，曾任中国科学院应用数学研究所研究员、博士生导师，中国运筹学会副理事长、秘书长。